# Огоньчик (герб)
Огоньчик, Огонь, або Повала (Ogończyk, Hogon, Ogon, Ogoniec, Powała, Pogończyk) — родовий герб, яким користувалось близько 560 шляхетських родів Білорусі, України, Литви і Польщі.
Герб відомий з початку 14 століття, у Великому князівстві Литовському, Руському та Жемантійському — після Городельськой унії 1413 року.

## Історія
Вважається, що герб створено приблизно 1261 р. Цей герб зображений серед інших гербів Речі Посполитої в Гербовнику Золотого Руна (Armorial équestre de la Toison d'or et de l'Europe) 1433—1435 рр.
Також герб описується в переліку гербів Королівства Польщі історика Яна Длугоша в 1464—1480 р.
Після підписання Городельської унії 1413 — угоди між Польським королем Владиславом II Ягайлом та Великим князем Литовським, Руським та Жемантійським Вітовтом деякі українські, литовські та білоруські бояри набували права мати свій родовий герб і зрівнювались у достоїнствах з польською шляхтою.
Так, відповідно до Городельської унії кастелян Брестський Войцех та шляхтич Миколай (Mikołaj z Taczowa) передавав литовсько-руському боярину Сангаву (Jerzy Sangaw) право користуватись гербом Огончик.
Пізніше, інші українські шляхетські роди також отримали право на цей герб.

## Гербовні
Береські, Беревські (Bereski, Berewski), Білоблоцькі (Białobłocki), Білецькі (Bielecki, Bielicki), Борисевичі (Borysewicz, Borysiewicz, Borysowicz), Булатовичі (Bułatowicz, Butowicz), Волинські (Woliński), Вольські (Wolski), Висоцькі (Wysocki), Голинські (Gołyński), Гора (Góra), Грабовські (Grabowski), Жук (Żuk), Жуковські (Żukowski) Заброцькі (Zabrocki, Zabrodzki), Загаєвські (Zagajewski, Zagajowski), Запольські (Zapolski), Корецькі, Корженівські, Кошьцєлецькі (варіанти в україномовних джерелах - Кос(сь)ц(т)є(е)лецькі) (Kościelecki), Корженьовські (Korzeniowski), Одолинські (Odoliński), Огоновські, Огонь (Oganowski, Ognicki, Ogon, Ogonowski), Огризко (Ohryszko, Ohryzko), Старосельські (Starosielski, Starosolski), Троян (Trojan) та інші.

## Опис герба
На червоному полі зображене півколо зі срібною стрілою, що летить вгору.
Над короною зображені підняті до неба дві жіночі руки по плече.

## Відміни
- Білоблоцькі (Огоньчик відмінний)